# Gąsawy Plebańskie
Gąsawy Plebańskie [ɡɔ̃ˈsavɨ plɛˈbaɲskʲɛ] est un village polonais de la gmina de Jastrząb, du powiat de Szydłowiec et dans la voïvodie de Mazovie.
Il est situé à environ 2 kilomètres au sud de Jastrząb, 7 kilomètres à l'est de Szydłowiec et à 110 kilomètres au sud de Varsovie.